# Хоама
Хоама или Хоума (на английски: Houma) е северноамериканско индианско племе, което първоначално живее в източната централна част на щата Мисисипи като част от шакчиума. Някъде около 1540 г. те се отделят от шакчиума и се изместват на запад. До 1682 г. се установяват в Луизиана, точно под границата с Мисисипи. Под натиска на разширяващите се бели селища, племето е принудено да се мести няколко пъти, докато накрая се установяват в Терабон и Лафурш, западно от Ню Орлиънс. Тук силно се смесват с чернокожото и бяло население, но успяват да запазят идентичността си. Постепенно езикът им изчезва и е заменен с френския. Старите вярвания също изчезват и са заменени с християнството. Занаятите и уменията им обаче оцеляват и се развиват и в 21 век. През 1979 г. племето е организирано като Обединената нация хоама и подава документи за федерално признаване. През 1994 г. искът е отхвърлен, но през 1996 г. племето го подава отново. Все още обаче няма отговор от Правителството. В началото на 21 век Нацията хоама има над 11 000 записани членове, живеещи в 6 общини и е най-голямото индианско племе в Луизиана.

## Име и език
Името хоама или хома означава буквално червен и е може би съкратена форма на „сакче-хома – червен рак“, името на един от клановете им, и евентуално името на шакчиума. Езикът хоама е мускогски, тясно свързан с езиците на шакчиума, чикасо и чокто.

## Култура
Като останалите племена в долната част, но Мисисипи, хоама са преки потомци на Културата Мисисипи и строителите на могили. Селата им са построени на някой хълм, далеч от реката, което ги пази от сезонните наводнения. Жилищата им са направени от преплетени клони и измазани с кал, подредени около голям централен площад. Близо до този площад се издигат три големи административни сгради, всяка построена на отделна висока могила. По-голямата част от диетата им се състои от различни плодове и зеленчуци, които отглеждат на ниви около селото. Храната е допълвана с лов и риба. Обществото им е йерархично построено и разделено на класи. Знатните хора носят наметала от пуешки пера. Боядисването и татуирането на телата е широко разпространено и донякъде показва социалния статус на даден човек.

## История
Предполага се, че в миналото хоама са едно племе с шакчиума и живеят заедно в горната част на река Язу в централно Мисисипи. Около 1540 г. те се отделят от шакчиума и се преместват на запад. До 1682 г. останалите живи от първоначалните около 3000 хоама се изместват на юг в Луизиана. Същата година Рене Робер дьо Ла Сал нанася на картите си тяхното местоположение, но не ги посещава. През 1686 г. посрещат първите бели в селото си. През 1699 г. са посетени и от Пиер Ле Мойн д’Ибервил, който съобщава, че наброяват около 1800 души. Малко след неговото посещение, хоама в съюз с таенза започват война с байогола. По същото време голяма епидемия връхлита племената в долната част на Мисисипи. Отслабени допълнително от нея племената спират военните действия, а байогола измолват от д′Ибервил да посредничи при сключването на мира. През 1701 г. д′Ибервил построява нов пост в Мобил и на следващата година му се отдава да сключи мир с чикасо и да спре набезите им на юг. Междувременно заселници от Каролина и техни индиански съюзници системно тормозят племената на изток покрай Мексиканския залив. През 1703 и 1704 г. хиляди индианци, бягайки от този тормоз идват в Мобил. За момента обаче французите не могат да им осигурят защита. През 1708 г. нова вълна от нападения от страна на британците и техни съюзници алабама, катоба и чероки връхлита бежанците в Мобил. За да защитят себе си и индианците, французите започват да въоръжават чокто, хоама и други племена в околността. Британците контрират като с подаръци и уговорки успяват да си върнат лоялността на чикасо, които подновяват атаките си на юг. В резултат на това някои племена, които живеят в близост до чикасо като туника са принудени да бягат. Туника получават разрешение от хоама да се установят при тях. Една нощ обаче туника нападат изненадващо своите домакини и успяват да убият половината от тях. Оцелелите хоама бягат при байогола и заедно с тях се преместват до Ню Орлиънс след основаването му през 1717 г. Малко след това французите ги комбинират с аколаписа. За останалото време на френското присъствие в Луизиана, трите племена стават най-мощният и верен френски съюзник в долната част на Мисисипи. През 1721 г. епидемия от едра шарка убива половината от населението на трите племена, а на следващата година заради разрастването на белите селища те са принудени да се преместят нагоре по Мисисипи. До 1739 г. от трите племена остават толкова малко хора, че французите започват да ги наричат общо хоама. През 1758 г. френският управител на Луизиана казва, че от хоама има само 60 войни и семействата им. След 1763 г. много французи и техни индиански съюзници се местят в испанска Луизиана, западно от Мисисипи. През 1776 г. хоама продават земите си на изток от реката. До 1840 г. се установяват за последно в Терабон и Лафурш, западно от Ню Орлиънс. През останалата част от 18 век хоама силно се смесват с бялото и чернокожо население в региона, но успяват да запазят своята идентичност.
През 1803 г., когато Луизиана преминава в американски ръце, около 1000 хоама, предимно със смесена кръв живеят в Терабон. В края на 20 век около 11 000 членове на племето живеят в 6 общини в същия район и са най-голямото индианско племе в Луизиана, признато от щата, но не и от федералното правителство.